# オズの魔法使い (1974年のテレビドラマ)
『オズの魔法使い』（オズのまほうつかい）は、1974年（昭和49年）10月5日 - 1975年（昭和50年）3月29日に日本テレビ系列で放送されたテレビドラマ。全26話。本田技研工業の一社提供で「ホンダアワー」の冠名称が付いており、HONDAのオープニングキャッチも存在した。
第5話より番組内の数分間、赤と緑の色眼鏡を使う立体映像を取り入れていた。立体映像は通常3分前後であるが、視聴者から立体場面をもっと見たいという要望があり、第15話では約10分の立体映像が挿入された。
トトは原作の犬からネズミに変更されて山崎唯が声を担当していることから、山崎が主演していた人形劇『トッポ・ジージョ』を意識していたものではないかと指摘されている。
エンディング曲は『虹の彼方に』を採用。主演のシェリーが歌っていたが、オリジナルとは違い、アップテンポで現代風な歌詞（水島哲による）と編曲（山本直純による）になっていた。

## キャスト
- ドロシー：シェリー
- ライオン：佐藤博
- ブリキマン：常田富士男
- かかし：高見映
- 魔女：千石規子
- オーディン：天本英世
- ニュベロス：辻村真人
- ネズミのトトの声：山崎唯
- 王女ダウラ : 久里千春
- オズ博士 : 福田豊土
- とびさるの皇后 : 杉山とく子
- とびざるの長老 : 山本清

## スタッフ
- 原作：オズの魔法使い
- 原作者：L.F.Baum
- 監督：近藤久也、重延浩
- 監修：寺山修司[1]
- 脚本：汀浩、足立明、澪二郎
- 音楽：松井八郎
- プロデューサー：萩元晴彦、重延浩、仁科俊介（日本テレビ）
- 振付：高見映
- 立体テレビ：佐藤俊明
- 特殊メイク：岡田憲夫
- 美術：奥津徹夫
- 効果：雷音
- テクニカルディレクター：乾栄一
- 音声：花岡忠則
- カメラ：岡悌造
- 照明：中村好男
- ギニョール操演：ドンキイ劇場（現：どんきい劇場）
- 人形製作：劇団ピッカリ座、人形工房
- 美術協力：劇団ピッカリ座
- デザイン協力：タツノコプロ
- 制作協力：劇団ピッカリ座
- 技術協力：生田スタジオ
- 制作：テレビマンユニオン、日本テレビ

## 音楽

### 主題歌
オープニング：「オズの国の唄」
- 歌手 - シェリーとアシュラ / 作詞 - 寺山修司 / 作曲・編曲 - 星勝

エンディング：「虹の彼方に」（原題：Over the Rainbow）
- 歌手 - シェリー / 作詞 - 水島哲 / 作曲 - Harold Arlen / 編曲 - 山本直純

### 挿入歌
- 「ドロシーの恋の歌」 歌手 - シェリー / 作詞 - 寺山修司 / 作曲・ 編曲 - 星勝
- 「わがまま」 歌手 - シェリー / 作詞 - 山上路夫 / 作曲・編曲 - 馬飼野康二

- 「トトの子守唄」 歌手 - 山崎唯
- 「ブリキマンの唄」 歌手 - 富田富士男
- 「夢見るカカシの唄」 歌手 - 高見映
- 「ライオンの勇気リンリンの唄」 歌手 - 佐藤博

これらの曲は日本ビクター（現：JVCケンウッド・ビクターエンタテインメント）から発売されたLPレコード『シェリー オズの魔法使い』に収録。なお同LPには立体メガネが付属、番組内の立体画面拝見に使用する他、ジャケット裏の立体印刷部分を拝見する事が出来た。

## 放送日程
サブタイトル参考：『福島民友』1974年10月5日 - 1975年3月29日付テレビ欄。
| 話数   | 放送日   | サブタイトル                 |
| 1974年 | 1974年   | 1974年                       |
| ------ | -------- | ---------------------------- |
| 1      | 10月5日  | 虹のかなたの大冒険           |
| 2      | 10月12日 | 弱虫ライオンの勇気           |
| 3      | 10月19日 | かかしの麦の涙               |
| 4      | 10月26日 | ブリキマンの大乱暴           |
| 5      | 11月2日  | ふしぎなオズのめがね         |
| 6      | 11月9日  | おかしなおかしなお菓子の家   |
| 7      | 11月16日 | 死なないで! ながれ星         |
| 8      | 11月23日 | ねらえ! ゆうれい             |
| 9      | 11月30日 | 月火水木金土日のいのち       |
| 10     | 12月7日  | ふしぎな霧の牢               |
| 11     | 12月14日 | 2001歳魔女のバースディ       |
| 12     | 12月21日 | ドロシーがふたり?            |
| 13     | 12月28日 | あぶない! ドロシー           |
| 1975年 |          |                              |
| 14     | 1月4日   | びっくり!! オズの大王        |
| 15     | 1月11日  | 剣をつきだせ! ドロシー       |
| 16     | 1月18日  | 赤い靴をかくせ!              |
| 17     | 1月25日  | 魔法の国のサーカス団         |
| 18     | 2月1日   | ドロシー脱出大作戦           |
| 19     | 2月8日   | やったぜドロシー!            |
| 20     | 2月15日  | オズのひみつのロケット       |
| 21     | 2月22日  | オズのどっきりプレゼント     |
| 22     | 3月1日   | テストがこわい弱虫ライオン   |
| 23     | 3月8日   | 初恋ドキドキ! かかしさん     |
| 24     | 3月15日  | 悪とたたかえ! ブリキの心     |
| 25     | 3月22日  | ロケット出発! さよなら号     |
| 26     | 3月29日  | ドロシー虹をとべ! カンザスへ |

## 放送局
- 日本テレビ：土曜 19:30 - 20:00
- 札幌テレビ：土曜 19:30 - 20:00[3]
- 青森放送：土曜 19:30 - 20:00[4]
- テレビ岩手：土曜 19:30 - 20:00[4]
- 秋田放送：土曜 19:30 - 20:00[4]
- 山形放送：土曜 19:30 - 20:00[4]
- 宮城テレビ：土曜 19:30 - 20:00[5]
- 福島中央テレビ：土曜 19:30 - 20:00[5]
- 新潟総合テレビ：火曜 17:20 - 17:50[6]
- 北日本放送：土曜 19:30 - 20:00[7]
- 福井放送：土曜 19:30 - 20:00[7]
- 山梨放送：土曜 19:30 - 20:00[4]
- 信越放送：金曜 17:15 - 17:45[8]
- 静岡放送：土曜 17:00 - 17:30[4]
- 中京テレビ：土曜 19:30 - 20:00[9]
- よみうりテレビ：土曜 19:30 - 20:00[10]
- 日本海テレビ：土曜 19:30 - 20:00[11]
- 西日本放送：土曜 19:30 - 20:00[12]
- 広島テレビ：土曜 19:30 - 20:00[12]
- 山口放送：土曜 19:30 - 20:00[13]
- 四国放送：土曜 19:30 - 20:00[14]
- 南海放送：土曜 19:30 - 20:00[13]
- 高知放送：土曜 19:30 - 20:00[13]
- 福岡放送：土曜 19:30 - 20:00[15]

## コミカライズ
- 秋津わたる（細井雄二）によって、月刊誌『テレビランド』にコミカライズ版が連載された。